# Hal Ozsan

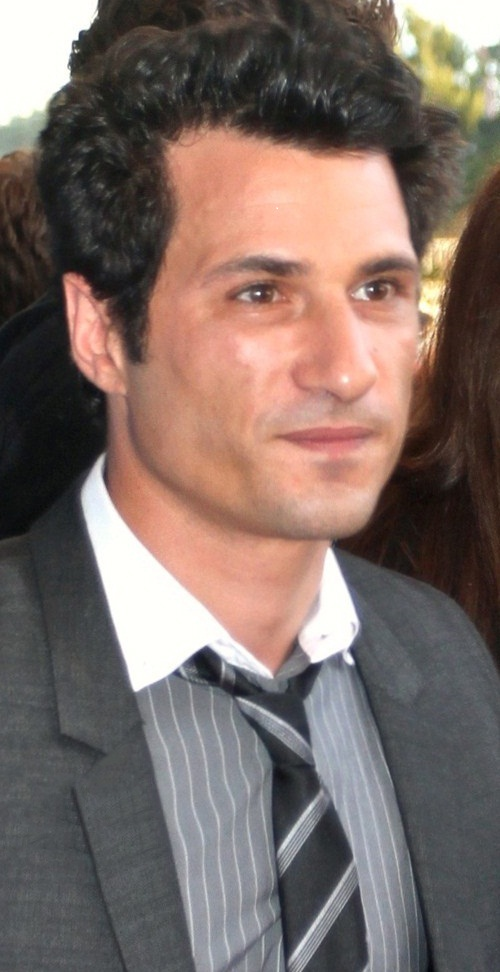
Hal Ozsan (2011)

Hal Ozsan (* 26. Oktober 1976 in Gazimağusa, Türkischer Föderativstaat von Zypern; bürgerlich Halil Özşan) ist ein US-amerikanischer Schauspieler und Singer-Songwriter türkisch-zyprischer Abstammung.

## Leben
Seine erste große Rolle hatte er in der amerikanischen Serie Dawson’s Creek als Todd Carr. Darauf spielte er in Filmen wie Helter Skelter und der Trilogie Gefallene Engel als Azazel. 2010 bis 2011 stellte er den Lehrer Miles Cannon in der Serie 90210 dar.
Von 2006 bis 2008 war Oszan als Singer-Songwriter in der Rock-’n’-Roll-Band Poets and Pornstars tätig. Seine Songs wurden auch in einigen Fernsehserien (Californication) und Filmen verwendet.

## Filmografie
- 2000: Felicity (2 Folgen)
- 2001: Six Feet Under – Gestorben wird immer (1 Folge)
- 2001–2003: Dawson’s Creek (14 Folgen)
- 2002: Roswell (1 Folge)
- 2004: Helter Skelter
- 2005: CSI: Miami (1 Folge)
- 2006: CSI: NY (1 Folge)
- 2007: Gefallene Engel 2 (Fallen 2: The Journey)
- 2008: Gefallene Engel 3 (Fallen 3: The Destiny)
- 2008: Shark (1 Folge)
- 2008: Kyle XY (Fernsehserie, 10 Folgen)
- 2008: Californication (3 Folgen)
- 2009: Supernatural (1 Folge)
- 2010: Hawthorne (1 Folge)
- 2010: Groupie – Sie beschützen ihre Band (Groupie)
- 2010–2011: 90210 (12 Folgen)
- 2011: Suits (1 Folge)
- 2012: White Collar (1 Folge)
- 2012: Bones – Die Knochenjägerin (Bones, 1 Folge)
- 2012: Make It or Break It (Fernsehserie)
- 2012: The Mentalist (1 Folge)
- 2012: Beauty and the Beast (1 Folge)
- 2013: True Blood (1 Folge)
- 2014: The Blacklist (5 Folgen)
- 2018: Marvel’s Jessica Jones (6 Folgen)
- 2018: Magnum P.I. (1 Folge)
- 2019–2020: Navy CIS: New Orleans (NCIS: New Orleans, 6 Folgen)